# The System
The System war eine US-amerikanische Synthesizer-Funk-Band der 1980er-Jahre.

## Mic Murphy
Mic Murphy wurde in Raleigh, North Carolina geboren, wuchs in New York auf und gründete als 14-Jähriger seine erste Gruppe, Mic & The Soul Shakers. Von Anfang an benutze Mic eigene Songs und umging das übliche Startprogramm von Bands, die Titel anderer nachzuspielen: „Natürlich war auch ich von anderen beeinflusst, so klangen meine ersten eigenen Songs wie die der Jackson Five.“
Während der Schulzeit am Queens College spielte Mic in einer Vielzahl von Gruppen: „Im Jamaica von Queens ist es wie im Village, es ist die schwarze Rock’n’Roll Ecke. Hier begangen eine Menge Musiker, nur damals war es schwer, anerkannt zu werden. Leute wie Prince und Rick James waren noch nicht in Sicht. Die schwarze Rock’n’Roll-Clique konzentrierte sich auf Jimi Hendrix und Sly & the Family Stone.“
Fünf Jahre, bevor er mit David Frank The System bildete, war Mic der musikalische Kopf der Gruppe Sass, in der er, autodidaktisch wie einst mit dem Gesang- mit dem Gitarrenspiel begann. Erste Plattenversuche mit Sass gingen einer intensiven Studioarbeit voraus, in deren Verlauf Mic auch zur Gesangsgruppe auf der Gold-LP von Change The Glow Of Love gehörte. Statt als Taxifahrer oder Möbelverkäufer seine Brötchen zu verdienen, überlebte Mic die folgende Zeit in einer Art universellen Lehrzeit in der Musikbranche. Er war Roadie, Soundmann, Tourmanager und versuchte als Produzent: „Schließlich fiel mir die Entscheidung für die künstlerische und gegen die kaufmännische Seite der Branche leicht.“

## David Frank
David Frank näherte sich The System auf anderen Wegen. In Dayton, Ohio, geboren, begann er mit sieben Jahren mit Klavierstunden. Ein Jahr später zog seine Familie nach Weston, einem Vorort von Boston. Nach der Schulzeit studierte David am renommierten Berklee College of Music. „Als ich noch jünger war, wollte ich eigentlich klassischer Pianist werden.“
Doch dann ergänzte er die klassischen Studien durch Ausflüge im Rockbereich. „Damals war die psychedelische Musik angesagt. Mein Vater kaufte mir eine Farfisa-Orgel, die ich natürlich gleich mit Tagesleuchtfarben anmalte.“ Wie auch in Mics ersten Bands wurden bei David nur eigene Titel gespielt.
Als sich Mic mit Rock ’n’ Roll beschäftigte, konzentrierte sich David auf R&B und Funk: „Als weiße Jungs spielten wir schwarze Musik.“ Um 1980 zog David nach New York und hatte anfangs Schwierigkeiten, in die festgefügte New Yorker Studioszene zu kommen. So begann er mit Clubbands in New Jersey zu spielen und arbeitete für verschiedene Liveshows anderer Interpreten.
Bei einem dieser Gigs saß auch Mic im Publikum: „Da war dieser Keyboarder in der Ecke. Sah aus wie einer von Ivy League, doch er spielte wahnsinnige Sachen. Da hatte es bei mir geklickt.“
Und The System nahm seinen Anfang.

## The System
Im Mai 1982 begannen Mic und David mit der gemeinsamen Arbeit. Ohne große Absprachen hatten sie auf Anhieb eine gemeinsame Wellenlänge, besser, einen gemeinsamen musikalischen Puls gefunden. Innerhalb von drei Tagen war ihr Debüt It’s Passion im Kasten. Kurz darauf bei Mirage Records veröffentlicht, entwickelte sich der Song zu einem Clubhit in New York und Los Angeles und verbreitete sich von dort landesweit.
Die Arbeit an der ersten LP Sweat entwickelte sich zum Vergnügen für Mic und David. Hatte der eine Idee, fand der andere das passende Arrangement. Sagte David, er schreibe nun ein R&B-Stück, fiel Mic ein Rockfetzer ein. Und inzwischen war auch das Konzept für gemeinsame Auftritte fertig.
The System kann man auch im 1984er Film Beat Street sehen. Sie treten neben Tina B, Brenda K. Starr und vielen anderen bei dem Roxy-Casting mit Paul Pesco und Khris Kellow auf. Der Song dazu war Baptize The Beat aus dem Beat-Street Soundtrack.
Im Jahre 1984 kam auch die zweite LP namens X-Periment auf den Markt, welche Songs wie I Wanna Make You Feel Good oder Lollipops And Everything enthält. Im gleichen Jahr steuern sie zum Soundtrack des Erfolgsfilmes Beverly Hills Cop – Ich lös’ den Fall auf jeden Fall den Titel Rock ’n’ Roll Me Again bei. So gewann das Duo immer mehr an Bekanntheitsgrad und produzierte viele Songs und für manche Interpreten sogar ganze Alben. Diese waren u. a. britische Künstler wie Howard Johnson oder Phil Collins, amerikanische Künstler wie Angela Bofill, Evelyn „Champagne“ King oder Jeff Lorber sowie auch japanische Künstler wie etwa Toshiki Kadomatsu oder Takeshi Itoh.
Die Disco-Funk-Single The Pleasure Seekers von 1985 kann als einer der innovativsten Titel der Band angesehen werden, der durch die intensive Nutzung der neuen digitalen Synthesizer-Technik (vgl. Yamaha DX-7 bzw. Roland D-50) der 1980er Jahre geprägt war. Dieser neue Sound fand später beispielsweise auch in dem Song Sussudio (1986) für Phil Collins Verwendung. Ihren größten Charterfolg feierten The System 1987 mit dem Album Don’t Disturb This Groove und der gleichnamigen Single. Sie schafften es bis auf Platz 1 in den R&B-Charts und Platz 3 in den US-Popcharts.
1988 erschien die Single Coming To America zum Soundtrack des gleichnamigen Eddy-Murphy-Filmes, in Deutschland veröffentlicht unter dem Titel Der Prinz aus Zamunda.
1989 wurde das Album Rhythm & Romance veröffentlicht, aus welchem Tracks wie Have Mercy oder Midnight Special ausgekoppelt wurden.
1991 veröffentlicht Mic Murphy sein erstes Soloalbum Touch, auf welchem David Frank auch vertreten war. The System lösen sich in den darauffolgenden Jahren auf. 2000 kommen sie für das Album ESP wieder zusammen, welches jedoch nicht an frühere Erfolge anknüpfen kann.
Im Sommer 2009 wird das Album Unreleased Unleashed online veröffentlicht. Es besteht hauptsächlich aus Demos, welche für das Album ESP aufgenommen, aber nie fertiggestellt bzw. veröffentlicht wurden. Der Song Hole In My Love sowie auch der Remix von You Are In My System wurden aus dem ESP-Album übernommen. Sonic Fire diente 1984 als B-Seite einiger Singles von I Wanna Make You Feel Good. Der unveröffentlichte Track She Said Yes scheint aus dem gleichen Jahr zu stammen.

## Mitglieder
- Michael Murphy (Gesang, Gitarre, Songwriting)
- David Frank (Keyboards, Synthesizer, Songwriting)
- Paul Pesco (Gitarre, Songwriting)
- Khris Khellow (Keyboards, Synthesizer)
- Ben Bartson (Schlagzeug, Percussion)

## Diskografie
- 1983: Sweat (LP/CD) Mirage
- 1984: X-Periment (LP/CD) Polydor
- 1985: Pleasure Seekers (LP/CD) Mirage
- 1987: Don't Disturb This Groove (LP/CD) Atlantic
- 1989: Rhythm & Romance (LP/CD) Atlantic
- 2000: ESP (CD) Town Sound
- 2009: Unreleased Unleashed (Download) Science Lab

## Singles / Auskopplungen
- 1982: It’s Passion
- 1982: You Are in My System
- 1983: Tu estas en mi systema (spanische Version von You Are in My System)
- 1983: Sweat
- 1984: Baptize the Beat
- 1984: I Wanna Make You Feel Good
- 1984: Promises Can Break
- 1985: I Don’t Run from Danger
- 1985: The Pleasure Seekers
- 1985: This Is for You
- 1987: Come As You Are (Superstar)
- 1987: Don’t Disturb This Groove
- 1987: House of Rhythm / Groove
- 1987: Nighttime Lover
- 1988: Coming to America
- 1989: Have Mercy
- 1989: I Wanna Be Your Lover
- 1989: Midnight Special

## Produktion
- 1983 – Attitude – Pump the Nation
- 1983 – Attitude – I Wanna Get to Know You Better
- 1983 – Attitude – Love Me Tonight
- 1983 – Attitude – We Got the Juice
- 1983 – Attitude – If You Could Read
- 1983 – Attitude – It’s Good for Me
- 1983 – Attitude – We’re Going Off
- 1983 – Howard Johnson – My Way
- 1983 – Howard Johnson – Jump into Fire
- 1983 – Howard Johnson – Let’s Take Time Out
- 1983 – Howard Johnson – Missing You
- 1983 – Howard Johnson – Much Too Much
- 1983 – Howard Johnson – You’re the One I’ve Needed
- 1983 – Howard Johnson – Let This Dream Be Real
- 1983 – Howard Johnson – Everywhere I Go
- 1984 – Dr Otto & His Patients – The Beef
- 1984 – Kamikaze – Tokyo Rose
- 1984 – Angela Bofill – Let Me Be the One
- 1984 – Angela Bofill – Can’t Slow Down
- 1984 – Angela Bofill – Who Knows You Better
- 1984 – Angela Bofill – You’re Always There
- 1984 – Angela Bofill – Getting into Love
- 1984 – Angela Bofill – No Love in Sight
- 1984 – Angela Bofill – Love Me for Today
- 1984 – Angela Bofill – This Is the Start
- 1984 – Chaka Khan – This Is My Night
- 1984 – Evelyn "Champagne" King – I’m So Romantic
- 1984 – Evelyn "Champagne" King – So in Love
- 1985 – Person To Person – High Time
- 1985 – Person To Person – Love on the Rebound
- 1985 – Person To Person – Turning Back the Pages
- 1985 – Person To Person – Reputation
- 1985 – Person To Person – Right from Wrong
- 1985 – Person To Person – Still on My Mind
- 1985 – Person To Person – Poison Street
- 1985 – Person To Person – 4 AM
- 1985 – Person To Person – Running Out
- 1985 – Annabella Lwin – Don’t Dance with Strangers
- 1985 – Jeff Lorber – Best Part of the Night
- 1985 – Jeff Lorber – Step by Step
- 1985 – Jeff Lorber – On the Wild Side
- 1985 – Jeff Lorber – Every Woman Needs It
- 1985 – Jeff Lorber – Groovacious
- 1985 – Jeff Lorber – This Is the Night
- 1985 – Jeff Lorber – Pacific Coast Highway
- 1985 – Jeff Lorber – It Takes a Woman
- 1985 – Jeff Lorber – When You Gonna Come Back Home
- 1986 – Annabella Lwin – High Powered Girl
- 1986 – Pauli Carman – Dial My Number
- 1986 – Pauli Carman – Lose Control
- 1986 – Pauli Carman – Flashback
- 1986 – Pauli Carman – Big on Pleasure
- 1986 – Phil Collins – Sussudio
- 1987 – Dance Like A Mother – Love or Lust
- 1987 – Angelica Chaplin – Best of You
- 1987 – Angelica Chaplin – Anyone Else
- 1987 – Nona Hendryx – Too Hot to Handle
- 1987 – Nona Hendryx – Drive Me Wild
- 1989 – Radiant – Catch the Glow
- 1989 – Radiant – Something’s Got a Hold on Me
- 1989 – Radiant – Gimme
- 1989 – Radiant – Don’t Go
- 1989 – Radiant – Body Heat
- 1989 – Radiant – Happy Birthday
- 1989 – Radiant – Faith
- 1989 – Radiant – I’ve Got This Feeling
- 1989 – Radiant – Let’s Go All the Way
- 1989 – Radiant – World of Dreams
- 1989 – Radiant – Nobody Kills Me
- 1989 – Takeshi Itoh – Uptown Saturday Night
- 1989 – Takeshi Itoh – Cowbell
- 1989 – Takeshi Itoh – Always Together
- 1989 – Takeshi Itoh – Bounce Back
- 1989 – Geoffrey Williams – Lipstick
- 1989 – Geoffrey Williams – Prisoner of Love
- 1989 – Toshiki Kadomatsu – Okinawa
- 1989 – Toshiki Kadomatsu – Reason
- 1989 – Ashford & Simpson – Comes with the Package
- 1990 – Dupont – Jealous
- 1990 – Dupont – Music
- 1990 – Dupont – Piece of the Rock

## Sonstiges
- Mic Murphy hat eine Zeit lang für den Produzenten Jacques Fred Petrus gearbeitet (Change, The Ritchie Family, High Fashion, B.B. & Q. Band)
- Um 1981/1982 war David Frank Keyboarder der Funk-Band KLEEER
- Mic Murphy kann man auf der LP/CD A Little Love A Little Wine/New Harlem Funk einer Studioband namens Flowchart hören
- Mic Murphy brachte 1991 seine erste und einzige Solo-LP namens Touch heraus
- Die Single Don’t Disturb This Groove aus dem Jahre 1987 wurde bisher von den Backstreet Boys, Victoria Beckham und 2Pac gesamplet bzw. gecovert